# Паненьщизна
Паненьщизна (пол. Panieńszczyzna) — село в Польщі, у гміні Ясткув Люблінського повіту Люблінського воєводства.
Населення — 1630 осіб (2011).

## Демографія
Демографічна структура станом на 31 березня 2011 року:
|          | Загалом | Допрацездатний вік | Працездатний вік | Постпрацездатний вік |
| -------- | ------- | ------------------ | ---------------- | -------------------- |
| Чоловіки | 804     | 169                | 563              | 72                   |
| Жінки    | 826     | 154                | 525              | 147                  |
| Разом    | 1630    | 323                | 1088             | 219                  |